# Anastoechus fuscianulatus
Anastoechus fuscianulatus är en tvåvingeart som beskrevs av Hesse 1938. Anastoechus fuscianulatus ingår i släktet Anastoechus och familjen svävflugor. Inga underarter finns listade i Catalogue of Life.